# K.u.k. Husarenregiment „Arthur Herzog von Connaught und Strathearn“ Nr. 4

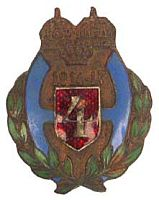
Abzeichen des K.u.K. Husarenregiment Nr. 4. im 1917

Das Husarenregiment „Arthur Herzog von Connaught und Strathearn“ Nr. 4 war als Österreichisch-Habsburgischer Kavallerieverband aufgestellt worden. Die Einheit existierte danach in der k.k. bzw. Gemeinsamen Armee innerhalb der Österreichisch-Ungarischen Landstreitkräfte bis zur Auflösung 1918.
Bei der Aufstellung einer Kavallerie-Rangliste im Jahre 1769 erhielt der Verband die Bezeichnung Cavallerie-Regiment Nr. 34 zugewiesen.

## Status und Verbandszugehörigkeit 1914
VII. Armeekorps – 1. Kavallerie Truppendivision – 12. Kavalleriebrigade
Nationalitäten: 71 % Magyaren – 29 % Sonstige
Kommandant: Oberstleutnant Gotthard Jańky von Bulcs
Regimentssprache: ungarisch
Uniform:Lichtblaue Attila mit weißen Oliven (Knöpfen). Der Tschakobezug war krapprot.

## Aufstellung
Am 5. November 1733 erhielt der Obrist Nicolaus Graf Hávor von Kaiser Karl VI. ein Patent, auf eigene Kosten ein Husaren-Regiment zu errichten. Letztendlich musste er jedoch nur für 3 Kompanien aufkommen, für die übrigen 7 Kompanien wurde ihm die Erstattung des Werbegelds aus der Kasse des Kriegsministeriums zugesagt. Werbebezirk und Sammelplatz war das Komitat Zala. Die Werbung scheint nicht sehr intensiv betrieben worden zu sein, da im Juni 1734 erst 5 Kompanien zur Aufstellung gelangt waren.
- 1746 konnten fünf Kompanien des aufgelösten Husaren-Regiments Bartolotti übernommen werden.
- 1748 wurde eine Kompanie des Husaren-Regiments Trips eingegliedert
- 1768 wurde eine Eskadron des aufgelösten Husaren-Regiments Emerich Esterházy eingegliedert.
- 1769 in diesem Jahr erhielt das Regiment innerhalb der Kavallerie die Stammlisten Nr. 34.
- 1798 wurde die 3. Majorsdivision an das Husaren-Regiment Nr. 7 abgegeben.
- 1849 Neuaufstellung in Pardubitz
- 1860 aus der aufzulösenden 4. Division wird eine Eskadron zusammengestellt und an das Freiwilligen-Husarenregiment Nr. 2 abgegeben

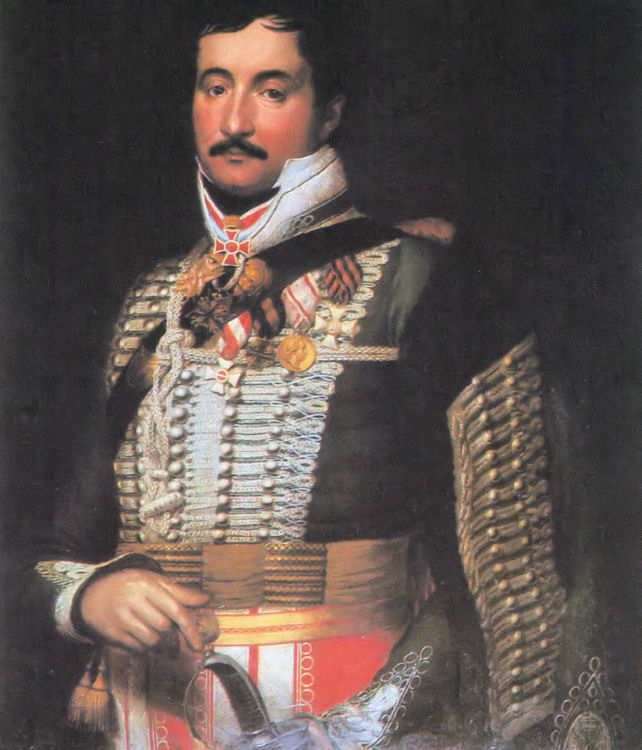
Oberst Joseph Simonyi

### Ergänzungsbezirke
- 1781 Fünfkirchen
- 1830 Grosswardein und Temesvár
- 1853–57 Temesvár
- 1857–60 Neusatz
- 1860–67 Banat
- 1868–75 Neusatz, Zombor, Becskerek
- 1883–89 Kecskemét und Theresiopel
- ab 1889 Territorial-Bezirk Temesvár.

## Friedensgarnisonen
| I. | II. | III. |
| --- | --- | --- |
| - 1736 Vigevano - 1739–42 Cremona - 1749 Sáros-Patak - 1750 Debreczen - 1751 Mád-Terebes - 1752 Deés - 1755–56 Déva - 1763 Pavia - 1771–78 Lodi (Lombardei) - 1779–88 Esseg - 1790 Horodenka - 1791–93 Zloczów - 1798 Wasserburg | - 1801 Janowice - 1803–05 Radom - 1806 Stassów, Mährisch-Ostrau - 1807–09 Końskie - 1810–12 Zolkiew - 1814–15 Rohatyn - 1816 Wien - 1817 Grosswardein - 1818 Debreczen - 1823 Tarnopol - 1843 Gródek - 1847–48 Wien - 1849 Pardubitz | - 1854 Botosaní - 1855 Jassy - 1857–59 Gródek - 1861–66 Prossnitz - 1866 Klattau - 1871 Keszthely - 1878 Neu-Gradisca, dann Agram - 1879 Travnik, dann Požega - 1880 Czegléd - 1887 Maria-Theresiopel - 1895 Gyöngyös - 1900 Wien - 1908–1914 Stab / II. DivKdo / 4. Esk. + 6. Esk. Nagyszeben – I. DivKdo Szászsebes / 5. Esk. Nagydisznöd |

## Regimentsinhaber

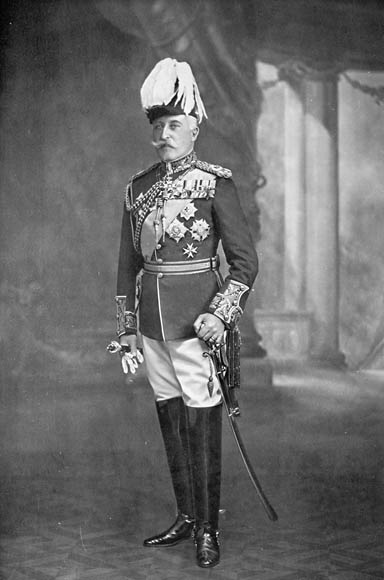
Der Regimentsinhaber Arthur Herzog von Connaught und Strathearn

- 1733 Obrist Nicolaus Graf Hávor (Husaren-Regiment Hávor)
- 1744 Feldmarschall-Lieutenant Joseph Freiherr Dessewffy (Husaren-Regiment Dessewffy)
- 1768 Generalmajor Ferdinand Graf Ujházy (Husaren-Regiment Ujházy) († 1769)
- 1769 Vacant
- 15. August 1769 Änderung der Namensgebung, Regiment Nr. 34
- 1773 Feldmarschall-Lieutenant Martin Freiherr von Graeven (Husaren-Regiment Graeven)
- 1791 Feldmarschall-Lieutenant Siegbert Freiherr Vécsey von Hajnácskeö (Husaren-Regiment „Vécsey“)
- 1798 Änderung der Namensgebung, ab jetzt Husaren-Regiment „Vécsey“ Nr. 4
- 1803 Feldmarschalleutnant Friedrich Erbprinz von Hessen-Homburg
- 1820 General der Kavallerie Friedrich VI. Landgraf von Hessen-Homburg
- 1829 Feldmarschalleutnant Freiherr Leopold von Geramb
- 1839 Großfürst Alexander Czesarewitsch von Russland
- 1849 General der Kavallerie Franz Graf Schlik zu Bassano und Weisskirchen
- 1862 Feldmarschalleutnant Victor Cseh von Szent-Kátolna
- 1867 General der Kavallerie Freiherr Leopold von Edelsheim-Gyulai
- 1893 Herzog Arthur von Connaught und Strathearn

### Zweite Inhaber
- 1839 Freiherr Leopold von Geramb, FML, († 1845)
- 1845 Graf Franz Philipp von Lamberg, FML, († 1848)

## Gefechtskalender
Polnischer Erbfolgekrieg
- 1734: Sofort nach erfolgter Aufstellung rückten die vorhandenen fünf Kompanien nach Italien ab und nahmen dort am Scharmützel bei Quistello, der Schlacht bei Parma, der Schlacht bei Guastalla und dem Gefecht bei Revere teil
- 1735: erneutes Gefecht bei Revere und S. Michele, Scharmützel bei Sabbionetta

Österreichischer Erbfolgekrieg
- 1742: zwei Eskadronen wurden zur Armee in Bayern abgestellt und nahmen am Gefecht bei Mainburg teil
- 1743: die beiden Kompanien kehrten nach Italien zurück, das Regiment kämpfte in der  Schlacht bei Camposanto
- 1744: Marsch bis vor Neapel, Überfall auf Velletri
- 1745: Schlacht bei Hohenfriedberg
- 1746: Das Regiment kämpfte mit Auszeichnung  in der Schlacht bei Piacenzza. Kämpfe in der Provence.
- 1747: Sicherung der Belagerungstruppe von Genua, Gefecht bei Campofreddo

Siebenjähriger Krieg
- 1757: Verlegung nach Böhmen, Teilnahme an der Schlacht bei Prag, bei Bilan und an der Schlacht bei Kolin. (Eine Division war zur Verteidigung von Prag abgestellt). Kämpfe bei Görlitz, Schlacht bei Breslau, Teilnahme an der Schlacht bei Leuthen
- 1758: Kämpfe in Mähren, dann in Gefechten bei Holitz, Mürau,  Nachod, Bischofswerda und in der Schlacht bei Hochkirch
- 1759: Abgestellt zum Korps Beck. Gefechte bei Grünberg und Cölln
- 1760: Scharmützel bei Losdorf
- 1761: Patrouillen und Sicherungsdienste in Sachsen und Schlesien.
- 1762: Zum Verband der Reichsarmee in Sachsen abgestellte Abteilungen kämpften bei Pretschendorf und Freiberg

Bayerischer Erbfolgekrieg
- 1778: Das Regiment stand mit der Hauptarmee in Böhmen und zeichnete sich, zusammen mit dem Ulanenregiment Nr. 6 im Gefecht bei Libochowitz aus.

Russisch-Österreichischer Türkenkrieg
- 1786: Teile des Regiments hielten beim Rückzug der Hauptarmee von Lazu-Mare nach Fenis die nachrückenden Türken auf und kämpften bei  Armenis und Uj-Palánka. Die übrigen 4 Eskadronen kämpften in Kroatien bei Dubica und Novi.
- 1789: Teile des Regiments  unter Oberst Poutet waren bei der Belagerung von Berbir in Kroatien beteiligt, später wurden sechs Eskadronen zur Belagerung von Belgrad abgestellt. Der Rest der Einheit stand in dieser Zeit bei Semendria
- 1790: eine Eskadron wurde zum Patrouillendienst nach Serbien abgestellt.

→Koalitionskriege
- 1793: Sechs Eskadronen wurden an den Rhein verlegten die restlichen vier blieben in West-Galizien
- 1794: nahmen die an den Rhein beorderten Eskadronen an Gefechten bei Schifferstadt, Schwengenheim, Eppstein und Kaiserslautern teil.
- 1795: Kämpfe am Hartberge (Hartenberg) vor Mainz, bei Landstuhl und Kaiserslautern
- 1796: Abstellung zur Niederrhein-Armee. Teilnahme an Gefechten bei Wallhausen-Neukirchen, bei Wetzlar und Burgebrach. Das Regiment kämpfte bei Sulzbach, Amberg und Würzburg, Abteilungen nahmen an Gefechten bei Aschaffenburg und Gießen teil.
- 1797 Sechs Eskadronen kämpften im Gefecht bei Cambach (Limburg)
- 1799: Gefechte bei Ostrach, Stockach und Schaffhausen. Eine Eskadron zeichnete sich bei der Verteidigung von Wehr aus. Die Husaren waren an der Einnahme von Mannheim beteiligt und führten Gefechte bei Neckarshausen und Philippsburg
- 1800: Scharmützel in Süddeutschland. Bei Landshut deckten vier Eskadronen den Rückzug der Infanterie. Im Gefecht bei Neumarkt, konnten zwei Eskadronen der feindlichen Umklammerung entkommen.
- 1805: gehörte das Regiment zum Korps Merveldt am Inn und führte Nachhutgefechte nach der Schlacht von Amstetten, Krems an der Donau und Schöngraben. Teilnahme an der Schlacht bei Austerlitz.
- 1809: Als Teil des II. Korps in Deutschland. Gefecht  bei Landshut. Danach Verlegung nach Oberösterreich mit Gefechten bei Gallnenkirchen und Urfahr-Linz. Dann zur Hauptarmee abgeordnet mit Gefechten bei Wagram und Znaim

Russlandfeldzug
- 1812: Als Teil des Auxiliar-Korps unter Fürst Schwarzenberg fochten Abteilungen bei Kartuszkaja-Bereza, Kobrin und Sielo-Welykoje, zwei Eskadronen kämpften an der Moskona.

Befreiungskriege
- 1813: Zur böhmischen Hauptarmee abgeordnet. Patrouillendienst in der Gegend um Dresden. Teilnahme an der Schlacht bei Kulm, einzelne Streifkorps kämpften bei Tilisch und Dolma. Teilnahme an der Völkerschlacht bei Leipzig. Verfolgungskämpfe und Übergang über den Rhein. Gefecht bei Colmar.
- 1814: Kämpfe einzelner Abteilungen bei Troyes und Moret (Arrondissement Fontainebleau) und bei Bourg-en-Bresse. In den Kämpfen vor Lyon durchschwamm das Regiment die reißende Rhone und konnte so im Rücken des Gegners große Verwirrung hervorrufen.

Herrschaft der Hundert Tage
- 1815: Streifzüge in Frankreich. Kleinere Gefechte bei Dannemarie und Belfort

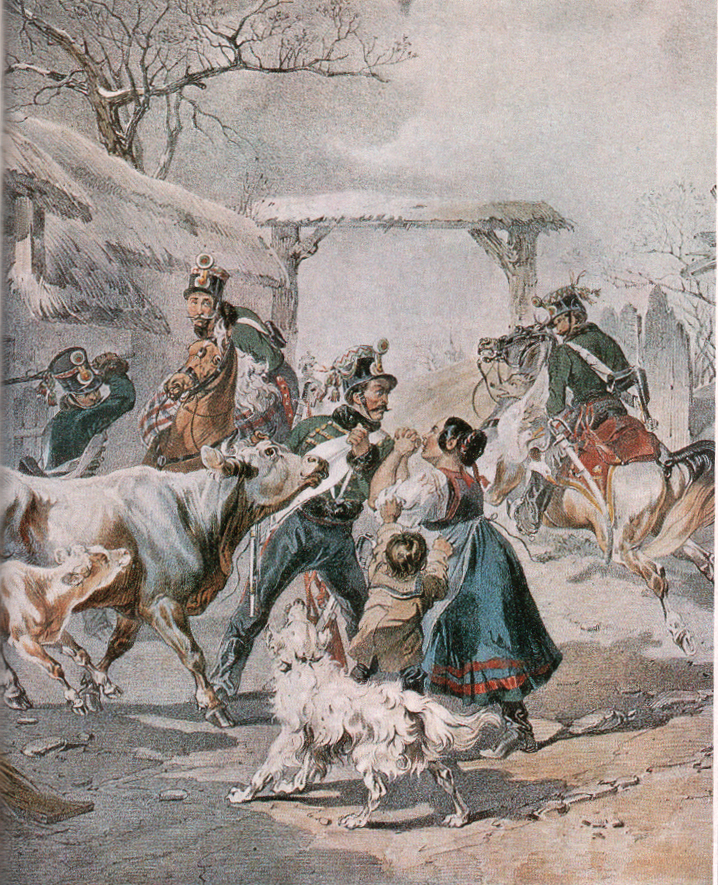
Husaren der ungarischen Revolutionsregierung (sog. Kossuth-Husaren) beim „fouragieren“ in der Slowakei

Revolution von 1848/1849 im Kaisertum Österreich
- 1848: Zunächst zur Unterdrückung des Wiener Aufstandes eingesetzt, wurde das Regiment nach Ungarn verlegt und von der Sezessionsregierung in Budapest anlässlich der ungarischen Revolte gegen die kaiserlichen Truppen und deren Verbündete eingesetzt.

Deutscher Krieg
- 1866: kämpfte das Regiment mit fünf Eskadronen bei der Nordarmee und nahm an der Schlacht bei Königgrätz teil. Danach Kämpfe bei Rudelsdorf, Schildberg und Dub

Erster Weltkrieg
Im Ersten Weltkrieg sahen sich die Husaren den unterschiedlichsten Verwendungen ausgesetzt. Sie kämpften zunächst im Regimentsverband kavalleristisch, wurden aber auch auf allen Kriegsschauplätzen infanteristisch verwendet.
Nach der Proklamation Ungarns als eigenständiger Staat im Oktober 1918 wurden die ungarischstämmigen Soldaten von der Interimsregierung aufgerufen, die Kampfhandlungen einzustellen und nach Hause zurückzukehren. In der Regel wurde dieser Aufforderung Folge geleistet. Somit war der Verband seinem bisherigen Oberkommando, dem k.u.k. Kriegsministerium entzogen und konnte von diesem nicht demobilisiert und allenfalls theoretisch aufgelöst werden. Ob, wann und wo eine solche Auflösung stattgefunden hat, ist gegenwärtig nicht bekannt.

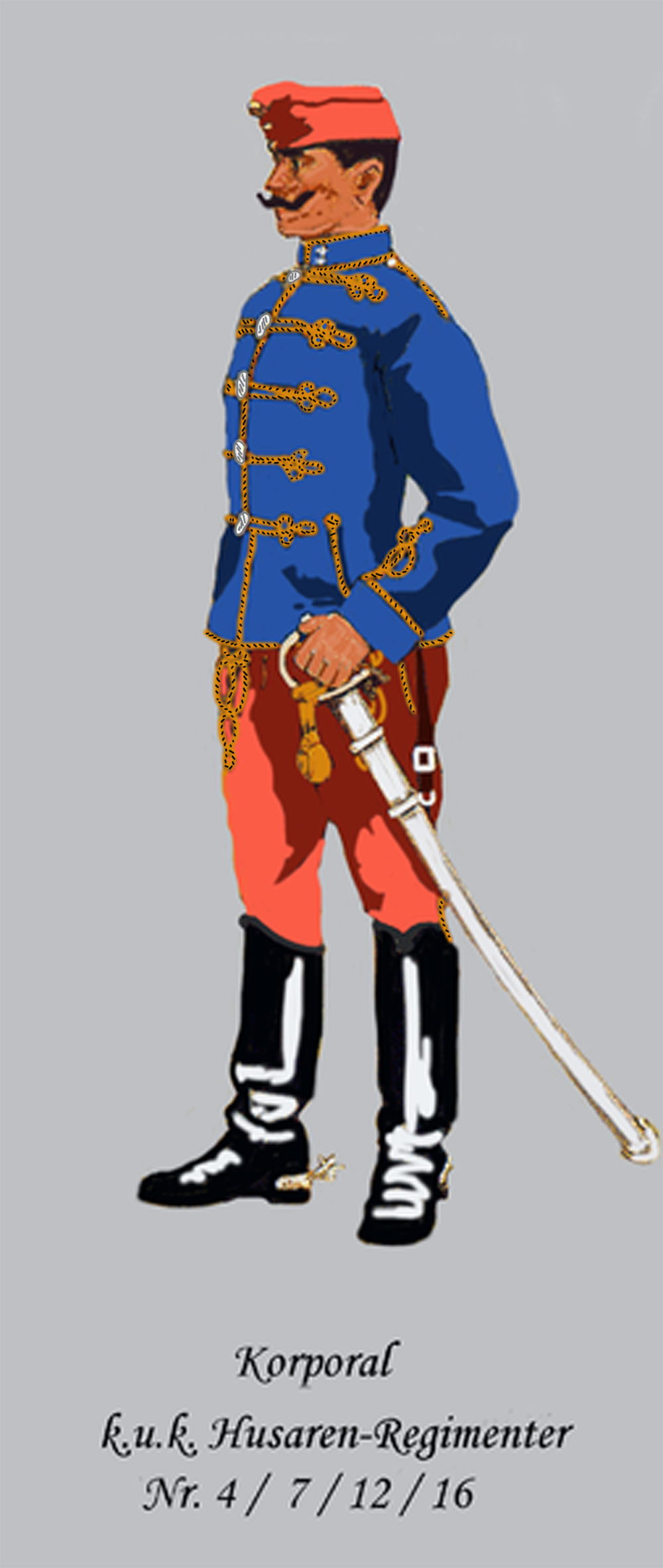
Uniform bis 1916

## Gliederung
Ein Regiment bestand in der Österreichisch-Ungarischen Kavallerie in der Regel ursprünglich aus drei bis vier (in der Ausnahme auch mehr) Divisionen. (Mit Division wurde hier ein Verband in Bataillonsstärke bezeichnet. Die richtige Division wurde Infanterie- oder Kavallerie-Truppendivision genannt.) Jede Division hatte drei Eskadronen, deren jede wiederum aus zwei Kompanien bestand. Die Anzahl der Reiter in den einzelnen Teileinheiten schwankte, lag jedoch normalerweise bei etwa 80 Reitern je Kompanie.
Die einzelnen Divisionen wurden nach ihren formalen Führern benannt:
- die 1. Division war die Oberst-Division
- die 2. Division war die Oberstlieutenant (Oberstleutnant)-Division
- die 3. Division war die Majors-Division
- die 4. Division (wenn vorhanden) war die 2. Majors-Division

Im Zuge der Heeresreform wurden die, zu diesem Zeitpunkt aus drei Divisionen bestehenden Kavallerie-Regimenter ab 1860 auf zwei Divisionen reduziert.
Bis zum Jahre 1798 wurden die Regimenter nach ihren jeweiligen Inhabern (die nicht auch die Kommandanten sein mussten) genannt. Eine verbindliche Regelung der Schreibweise existierte nicht. (z. B. Regiment Graf Serbelloni – oder Regiment Serbelloni.) Mit jedem Inhaberwechsel änderte das betroffene Regiment seinen Namen. Nach 1798 galt vorrangig die nummerierte Bezeichnung, die unter Umständen mit dem Namen des Inhabers verbunden werden konnte.
Bedingt durch diese ständige Umbenennung sind die Regimentsgeschichten der österreichisch-ungarischen Kavallerie nur sehr schwer zu verfolgen. Hinzu kommt die ständige und dem Anschein nach willkürliche, zu Teil mehrfache Umklassifizierung der Verbände. (Zum Beispiel: K.u.k. Böhmisches Dragoner-Regiment „Fürst zu Windisch-Graetz“ Nr. 14)
- siehe: k.u.k. Husaren

Alle Ehrennamen der Regimenter wurden im Jahre 1915 ersatzlos gestrichen, ohne dass sich das in der Realität durchsetzen ließ, da gemäß Anordnung der Militäradministratur zunächst alle vorhandenen Briefbögen und Stempel aufzubrauchen waren.